# Mamoru Samuragochi
Mamoru Samuragochi (佐村河内 守, Samuragōchi Mamoru, Prefeitura de Hiroshima, 21 de setembro de 1963) é um compositor japonês que falsamente afirmou ser totalmente surdo. Ele disse ao longo de sua carreira que não podia ouvir, o que levou a mídia estrangeira a apelidá-lo de "Beethoven da era digital". Também foi o nome creditado pela trilha sonora dos jogos Resident Evil: Director's Cut Dual Shock Ver. (1998) e Onimusha: Warlords (2001). Em fevereiro de 2014, foi revelado que a maior parte do trabalho atribuído a Mamoru nos 18 anos anteriores havia sido escrito por Takashi Niigaki.

## Biografia
Mamoru Samuragochi nasceu em 21 de setembro de 1963, na Prefeitura de Hiroshima, filho de pais que eram hibakusha (sobreviventes irradiados do bombardeio atômico de Hiroshima). Começou a tocar piano aos quatro anos de idade. Passou a sofrer de enxaquecas durante o ensino médio e afirmou que, aos 35 anos, havia perdido completamente a audição. Após se formar no ensino médio, Samuragochi não frequentou a universidade nem uma escola de música, devido à sua aversão aos métodos de composição moderna; em vez disso, ele aprendeu a compor de forma autodidata.
Em 31 de março de 2013, Samuragochi foi tema de um documentário japonês de 50 minutos intitulado Melodia da Alma: O Compositor que Perdeu a Audição (魂の旋律 ～音を失った作曲家～, Tamashii no Senritsu: Oto o Ushinatta Sakkyokuka), transmitido pela NHK. O documentário o acompanhou enquanto ele encontrava sobreviventes do sismo e tsunâmi de Tohoku em 2011, no norte do Japão.

## Dúvidas sobre habilidades musicais e declarações de surdez
Em junho de 2013, um repórter da revista Aera o entrevistou em seu apartamento em Yokohama, mas notou várias inconsistências nas declarações dele sobre sua surdez, incluindo o fato de ele responder a perguntas antes que o intérprete de língua de sinais terminasse e levantar-se para atender à campainha quando esta tocou. A entrevista acabou não sendo publicada pela revista devido às dúvidas sobre as afirmações de Samuragochi.
Quando a primeira sinfonia de Samuragochi foi executada em turnê por uma orquestra completa, o compositor Takeo Noguchi percebeu que se tratava de uma adaptação de obras pouco conhecidas de compositores anteriores como Gustav Mahler, e passou a duvidar da história dele, que era sustentada inteiramente por sua gravadora. O artigo de Noguchi foi rejeitado por publicações musicais, já que a gravadora de Samuragochi era uma de suas patrocinadoras de publicidade, e acabou sendo publicado na edição de novembro de 2013 da revista semanal Shincho 45, com o título "O gênio compositor surdo – Mamoru Samuragochi é genuíno? (「全聾の天才作曲家」佐村河内守は本物か).

## Admissão deghostwriting
Em 5 de fevereiro de 2014, foi revelado publicamente que as músicas atribuídas a Samuragochi desde 1996 haviam, na verdade, sido escritas por um escritor-fantasma: Takashi Niigaki, um músico, compositor e professor temporário na Escola de Música Toho Gakuen, em Tóquio. Niigaki também afirmou que Samuragochi não era surdo e declarou que ele tinha audição normal, apenas fingindo ser surdo para criar um ar de mistério em torno de sua imagem como compositor. Niigaki acrescentou que Samuragochi não precisava usar bengala e que grande parte de sua biografia impressa nos encartes dos álbuns era fictícia. Niigaki decidiu falar à imprensa porque uma das "composições" de Samuragochi seria usada pelo patinador artístico japonês Daisuke Takahashi nos Jogos Olímpicos de Inverno de 2014, em Sochi. Em 12 de fevereiro de 2014, Samuragochi divulgou uma declaração manuscrita em que revelava possuir um certificado de deficiência física de Grau 2 por conta da perda auditiva, mas que havia recuperado parcialmente a audição três anos antes. Ele também afirmou estar "profundamente envergonhado por ter vivido uma mentira."
Após a revelação, a cidade de Hiroshima anunciou que revogaria o Prêmio de Cidadão de Hiroshima concedido a Samuragochi em 2008. Em 7 de março de 2014, ele deu uma coletiva de imprensa em Tóquio, aparecendo em público pela primeira vez desde as acusações de ghostwriting. Ele admitiu que, embora tivesse uma deficiência auditiva, ela não atendia aos critérios legais para surdez e que havia devolvido seu certificado de deficiência.

## Trabalhos anteriormente creditados
As obras abaixo foram anteriormente creditadas a Samuragochi, mas mais tarde foram identificadas como tendo sido compostas por Niigaki.
Orquestra
- Sinfonia nº 1 "Hiroshima"[8]
- Sonatina para Violino[3]

Concluída em 2003, "Hiroshima" foi tocada pela primeira vez em um concerto realizado para comemorar a reunião dos líderes do Grupo dos Oito em Hiroshima em 2008. Foi lançada em CD em 2011 como parte das comemorações do 100.º aniversário da gravadora Nippon Columbia.
Trilha sonora de filmes
- Kosumosu (1997)[4][20]
- Sakura, Futatabi no Kanako (2013)[21]

Trilha sonora de jogos eletrônicos
- Resident Evil: Director's Cut Dual Shock Ver. (1998)[4]
- Onimusha: Warlords (2001)[7]